# Mothercare
Mothercare — англійська компанія, що спеціалізується на товарах для дітей до 10 років та товарах для майбутніх мам. Компанія представлена на Лондонській біржі (LSE: MTC). Бренд Mothercare відомий в усьому світі і в Україні. В Україні товари бренду Mothercare продаються у фірмових магазинах та на офіційному сайті www.mothercare.ua [Архівовано 27 листопада 2020 у Wayback Machine.] з доставкою по всій Україні.

## Історія
Підприємець Селім Зілха і сер Джеймс Голдсміт відкрили свій перший магазин Mothercare в 1961 році в графстві Суррей, Англія. Спочатку бізнес був орієнтований лише на візочки, дитячі меблі та одяг для вагітних, але згодом асортимент товарів поповнився одягом для дітей до п'яти, а згодом — до десяти років. Зараз Mothercare пропонує широкий вибір одягу, меблів, постільної білизни, аксесуарів для годування та купання, спеціального обладнання для подорожей. В асортименті магазинів також є інноваційні продукти, з якими споживач часто мало знайомий. Магазини обслуговують клієнтів в Сполученому Королівстві, в Європі, на Близькому Сході, в Африці і на Далекому Сході.
Доставка товарів на замовлення у Mothercare почалася в 1962 році, а в 1969 році був відкритий сотий магазин. У 1972 році Mothercare стала акціонерним товариством, а у 1982 році об'єдналася з Habitat (Хабітат) і сформувала спільну компанію роздрібної торгівлі Habitat Mothercare PLC. У 1984 році новостворена компанія почала розширюватися на міжнародному рівні шляхом укладання угод з франшизою у вибраних країнах, таким чином з'явився перший франчайзінговий магазин у Салмії (Кувейт). У 1986 році Habitat Mothercare PLC об'єдналася з British Home Stores PLC. У дев'яностих об'єднану компанію було раціоналізовано. У 2000 році Mothercare став єдиним брендом, і назву холдингової компанії було змінено на Mothercare PLC. З квітня 2007 року до складу компанії також входить Early Learning Centre (ELC) (компанія, що спеціалізується на іграшках).
Наразі Mothercare PLC представлена на Лондонській фондовій біржі і входить до складу компаній з індексом FTSE SmallCap (600 найвпливовіших компаній).
Протягом 50 років Mothercare продовжує визнаватися провідним міжнародним брендом товарів для майбутніх мам та малюків, головним експертом, що зосереджує свою увагу на потребах дітей та їх батьків. Цей бренд є символом безпеки, найкращого співвідношення якості та ціни. Унікальний логотип компанії Mothercare упізнають у всьому світі.

## Магазини
У листопаді 2009 компанія мала більше ніж 1060 магазинів у всьому світі, 389 у Великій Британії, інші — у 38 країнах світу.

## Mothercare в Україні
Бренд Mothercare в Україні представляє товариство з обмеженою відповідальністю ЕМ БІ ГРУП. Українські магазини Mothercare нічим не відрізняються від європейських. Англійська компанія ретельно стежить за дотриманням фірмового стилю, якості та професіоналізму персоналу. Перший магазин, що і тепер є флагманом серед інших магазинів по всій країні, відкрився у серпні 2004 року у Києві в торгово-розважальному комплексі «Глобус». Це найбільший магазин в Україні з площею 1000 кв. м, у ньому доступний найбільший асортимент товарів — близько 10 тисяч найменувань. З початку історії Mothercare в Україні продовжують постійно відкриватись нові магазини. Зараз бренд Mothercare має більш ніж 20 магазинів у Києві, Львові, Дніпропетровську, Харкові, Одесі, Донецьку, Вінниці та Запоріжжі. 141 000 постійних клієнтів довіряє Mothercare в Україні. Для детальнішої інформації про магазини відвідайте розділ Знайти магазин на офіційному сайті [Архівовано 17 травня 2014 у Wayback Machine.].